# Narycia stellaris
Narycia stellaris är en fjärilsart som beskrevs av Edward Meyrick 1893. Narycia stellaris ingår i släktet Narycia och familjen säckspinnare. Inga underarter finns listade i Catalogue of Life.